# Willem de Mérode
Pour les articles homonymes, voir Mérode.
Willem de Mérode, né à Spijk (Groningue) le 2 septembre 1887 et mort à Eerbeek le 22 mai 1939, est un poète et un écrivain néerlandais d'origine calviniste.

## Vie privée
De son vrai nom Willem Eduard Keuning, il est né aux Pays-Bas dans un milieu calviniste. Fils d'enseignant, il est lui aussi enseignant en école primaire à Uithuizermeeden dans la province de Groningue, mais sa carrière est interrompue en 1924 en raison d'une affaire sexuelle avec un de ses élèves de 16 ans. Les relations avec des garçons entre 16 et 21 ans étant interdites, il a été condamné à huit mois de prison. Il était issu d'une famille d'éditeurs qui a dû le soutenir financièrement, car il a été interdit d'exercer sa profession durant trois ans. Il a toujours regretté ses actes avouant s'être senti irrémédiablement "attiré" par ce garçon.

## Vie littéraire
Il a choisi le nom de Willem de Mérode comme nom de plume inspiré par la danseuse Cléo de Merode. Il est considéré comme le principal poète néerlandais calviniste de l'entre-deux-guerres. Ses poèmes reflètent son combat entre son amour des garçons et sa religion chrétienne. Ses œuvres complètes, de plus de 1000 pages, sont sorties en 1987, à l'occasion du centenaire de sa naissance.

## Littérature
- Hans Werkman, Bitterzoete overvloed : De wereld van Willem de Mérode, Soesterberg, Aspekt, 2011.  (ISBN 978-94-6153039-4)